# Mourecotelles boliviensis
Mourecotelles boliviensis là một loài Hymenoptera trong họ Colletidae. Loài này được Toro & Cabezas mô tả khoa học năm 1978.